# Länsväg 150
Länsväg 150 går mellan Falkenberg och Torup. Dess längd är 38 km.

## Sträckning
Vägen har sin början i Falkenbergs centrum och går i östlig riktning ut ur staden. Efter några kilometer korsas E6 E20 och vägen fortsätter österut, på slätten. Efter några kilometer tar skogen vid och vägen fortsätter till Torup genom skogslandskap. Väl framme i Torup passerar vägen rakt genom centrum och korsar bland annat järnvägen mellan Halmstad och Nässjö i plan. Vägen upphör vid rondellen med Riksväg 26 (Halmstad - Mora).
Vägen passerar inte genom några orter på hela sträckan mellan Falkenberg och Torup. Vägen är tvåfältig hela sträckan och är skyltad 80 km/h hela sträckan (förutom inne i Falkenberg, vid E6 E20, vid korsning utanför Årstad och inne i Torup).

## Historia
Före slutet av 1880-talet passerade vägen norr om Abilds samhälle och därefter genom Grinnared och Sjöred i Abilds socken. Fram till 1891 genomfördes ombyggnader. På grund av ökande trafik, samt att en del av vägen sjunkit ner i Borgareds mosse, fick vägen under 1960-talet en ny sträckning.. Tidigare var vägen Länshuvudväg 102.

## Orter längs länsväg 150
- Falkenberg
- Årstad
- Abild
- Torup

## Korsningar
|  | Nr       | Namn                         | Skyltning                     |
|  | -------- | ---------------------------- | ----------------------------- |
|  |          | Falkenberg                   |                               |
|  | Avfart   | Trafikplats Ågård            | Varberg, Halmstad, Svenljunga |
|  | motorväg | Trafikplats Falkenberg Södra | Göteborg, Malmö               |
|  |          | Torup                        |                               |
|  |          | Torup                        | Halmstad, Jönköping           |